# Castlevania: Order of Shadows
Castlevania: Order of Shadows é um spin-off da série Castlevania, lançado pela Konami para celulares em setembro de 2007.

## Jogabilidade
O jogo traz a habilidade de trocar entre a trilha sonora original com a do primeiro jogo de Castlevania.

## Enredo
Desmond Belmont e suas duas irmãs, Zoe e Dolores, vão ao castelo do Dracula para procurar um culto chamado "The Order" ("A Ordem") que está tentando ressuscitar o Dracula. O jogo se passa no fim do século XVI, um pouco antes dos eventos do Castlevania do NES; contudo, é uma história paralela e, conseqüentemente, não faz parte da parte cronológica em que Koji Igarashi faz parte do time de produção principal da série.

### Personagens
Desmond Belmont é o personagem principal. Ele usa a Vampire Killer, crucifixos, machados e outras armas usadas pelo clã Belmont. Ele também é acompanhado pelas suas duas irmãs: Zoe e Dolores Belmont. O jogo também conta com a aparição de Rohan Krause, o líder do culto The Order que pretende reviver Drácula para selar com ele um pacto de sangue. Death, o "braço direito" de Drácula. E finalmente, Drácula, o lorde das trevas.

## Desenvolvimento
Originalmente, o enredo se focava num personagem chamado Gryff LaRue e sua família de "magos e bruxas", mas foi modificado para que o clã Belmont seja tratado como a "família de guerreiros". Após a modificação, a história mudou para assemelhar-se mais às histórias dos jogos tradicionais de Castlevania, o que fez Desmond Belmont usar de um chicote ao invés de uma espada ou um machado. O jogo foi feito para celulares.

## Recepção na mídia
A IGN deu uma nota de 6,7/10; chamado-o de "decente" e com certos bons valores repetidos de outros jogos de Castlevania. A 1UP.com deu uma nota "D-", classificando-o como "o maior desapontamento". A revista Wired deu uma nota de 3/10 ao jogo, elogiando a trilha sonora dele e criticando-o pelo fato de ser curto e fácil de completá-lo.